# Міддлтаун (округ Дофін, Пенсільванія)
Міддлтаун (англ. Middletown) — місто (англ. borough) в США, в окрузі Дофін штату Пенсільванія. Населення — 9533 особи (2020).

## Географія
Міддлтаун розташований за координатами 40°12′3″ пн. ш. 76°43′45″ зх. д. / 40.20083° пн. ш. 76.72917° зх. д. (40.200888, -76.729183).  За даними Бюро перепису населення США в 2010 році місто мало площу 5,41 км², з яких 5,28 км² — суходіл та 0,13 км² — водойми.

## Демографія
Згідно з переписом 2010 року, у селищі мешкала 8901 особа в 3951 домогосподарстві у складі 2101 родини. Густота населення становила 1646 осіб/км².  Було 4411 помешкання (816/км²).
Расовий склад населення:
| - 83,6 % — білих - 8,3 % — чорних або афроамериканців - 1,8 % — азіатів - 0,1 % — корінних американців - 2,0 % — осіб інших рас |

До двох чи більше рас належало 4,2 %. Частка іспаномовних становила 5,7 % від усіх жителів.
За віковим діапазоном населення розподілялося таким чином: 21,1 % — особи молодші 18 років, 63,7 % — особи у віці 18—64 років, 15,2 % — особи у віці 65 років та старші. Медіана віку мешканця становила 37,2 року. На 100 осіб жіночої статі у селищі припадало 92,5 чоловіків;  на 100 жінок у віці від 18 років та старших — 90,1 чоловіків також старших 18 років.
Середній дохід на одне домашнє господарство  становив 50 219 доларів США (медіана — 40 789), а середній дохід на одну сім'ю — 65 215 доларів (медіана — 60 492). Медіана доходів становила 40 211 долар для чоловіків та 37 004 долари для жінок. За межею бідності перебувало 15,8 % осіб, у тому числі 15,9 % дітей у віці до 18 років та 9,9 % осіб у віці 65 років та старших.
Цивільне працевлаштоване населення становило 4313 осіб. Основні галузі зайнятості: освіта, охорона здоров'я та соціальна допомога — 21,5 %, мистецтво, розваги та відпочинок — 12,8 %, роздрібна торгівля — 12,1 %.